# Surdolimpíadas de Verão de 1928
As Surdolimpíadas de Verão de 1928, oficialmente conhecidas como II Jogos Internacionais em Silêncio, foram realizadas em Amsterdã, nos Países Baixos, entre 18 e 26 de agosto.

## Esportes
Sete esportes formaram o programa dos Jogos,mas no entanto há somente resultados de apenas um esporte (entre parêntesis o número de eventos):
- Futebol (1)

## Países participantes
Dez países participaram dos Jogos,mas a apenas o registro de quatro deles :
- Tchecoslováquia
- Reino Unido
- Países Baixos
- Alemanha

## Quadro de medalhas
País sede destacado.
| Ordem | País           | Medalha de ouro | Medalha de prata | Medalha de bronze |   |
| 1     | Grã-Bretanha   | 1               |                  |                   | 1 |
| 2     | Checoslováquia |                 | 1                |                   | 1 |
| 3     | Países Baixos  |                 |                  | 1                 | 1 |